# Nikolaj Michajlovič Švernik
Nikolaj Michajlovič Švernik (rusky Никола́й Миха́йлович Шве́рник; 7. květnajul./ 19. května 1888greg., Petrohrad – 24. prosince 1970, Moskva) byl sovětský komunistický politik. V letech 1946 až 1953 byl titulární hlavou sovětského státu.

## Životopis
Narodil se dne 19. května 1888 v tehdejším hlavním městě Ruského impéria Petrohradu.
V roce 1905 se jako tehdy sedmnáctiletý jinoch připojil k bolševikům. Roku 1924 se stal lidovým komisařem v RSFSR a v roce 1925 i řádným členem ústředního výboru strany. V roce 1927 byl degradován a poslán na Ural do čela místní organizace strany. Stalin ho pak „našel“ jako oddaného stoupence své politiky rychlé industrializace a přesunul ho zpátky do Moskvy. V roce 1929 byl Stalinem jmenován za předsedu odborového svazu kovodělníků. Také sloužil jako první tajemník Ústřední rady odborů od července 1930 do března 1944.
V letech 1943–1946 byl předseda prezídia Nejvyššího sovětu Ruské SFSR. Roku 1946 se stal předsedou prezídia Nejvyššího sovětu SSSR. V roce 1952 se stal členem politbyra ÚV KSSS, ale roku 1953 byl znovu degradován.
Po Stalinově smrti byl odstraněn jako titulární prezident[zdroj?] SSSR a nahrazen Klimentem Jefremovičem Vorošilovem dne 15. března 1953. Poté se vrátil k práci předsedy Ústřední rady odborů. V roce 1956 byl Chruščovem kritizován jako účastník Stalinových čistek. V roce 1957 se opět stal plnoprávným členem prezídia a zůstal tam až do odchodu v roce 1966.